# Orconectes hylas
Orconectes hylas är en kräftdjursart som först beskrevs av Faxon 1890.  Orconectes hylas ingår i släktet Orconectes och familjen Cambaridae. IUCN kategoriserar arten globalt som livskraftig. Inga underarter finns listade i Catalogue of Life.